# Dušan Lajović
Dušan Lajović, cyr. Душан Лајовић (ur. 30 czerwca 1990 w Belgradzie) – serbski tenisista, reprezentant kraju w Pucharze Davisa.

## Kariera tenisowa
Lajović jest zawodnikiem praworęcznym z jednoręcznym bekhendem. Zawodową karierę rozpoczął w 2007 roku.
Początkowo startował w turniejach z serii ITF Men’s Circuit.
W cyklu ATP Tour Serb odniósł dwa triumfy w grze pojedynczej i dwa w grze podwójnej. Ponadto przegrał jeden finał w singlu i jeden w deblu.
Od 2012 roku reprezentuje Serbię w Pucharze Davisa.
Najwyższą pozycją Serba wśród singlistów w rankingu ATP jest 23. miejsce (29 kwietnia 2019), a deblistów 82. pozycja (21 września 2020).

### Finały w turniejach ATP Tour
| Legenda                                      |
| -------------------------------------------- |
| Wielki Szlem                                 |
| Igrzyska olimpijskie                         |
| Tennis Masters Cup / ATP Finals              |
| ATP Masters Series / ATP Tour Masters 1000   |
| ATP International Series Gold / ATP Tour 500 |
| ATP International Series / ATP Tour 250      |

#### Gra pojedyncza (2–1)
| Końcowy wynik | Nr | Data             | Turniej     | Nawierzchnia | Przeciwnik     | Wynik finału  |
| ------------- | -- | ---------------- | ----------- | ------------ | -------------- | ------------- |
| Finalista     | 1. | 21 kwietnia 2019 | Monte Carlo | Ceglana      | Fabio Fognini  | 3:6, 4:6      |
| Zwycięzca     | 1. | 21 lipca 2019    | Umag        | Ceglana      | Attila Balázs  | 7:5, 7:5      |
| Zwycięzca     | 2. | 23 kwietnia 2023 | Banja Luka  | Ceglana      | Andriej Rublow | 6:3, 4:6, 6:4 |

#### Gra podwójna (2–1)
| Końcowy wynik | Nr | Data             | Turniej | Nawierzchnia | Partner       | Przeciwnicy                    | Wynik finału      |
| ------------- | -- | ---------------- | ------- | ------------ | ------------- | ------------------------------ | ----------------- |
| Finalista     | 1. | 27 lipca 2014    | Umag    | Ceglana      | Franko Škugor | František Čermák Lukáš Rosol   | 4:6, 6:7(5)       |
| Zwycięzca     | 1. | 3 maja 2015      | Stambuł | Ceglana      | Radu Albot    | Robert Lindstedt Jürgen Melzer | 6:4, 7:6(2)       |
| Zwycięzca     | 2. | 29 września 2019 | Chengdu | Twarda       | Nikola Ćaćić  | Jonatan Erlich Fabrice Martin  | 7:6(9), 3:6, 10–3 |